# Ataque aéreo a Dnipro de 14 de janeiro de 2023
Por volta das 3:30 da madrugada do dia 14 de janeiro de 2023, um míssil Kh-22 das Forças Armadas da Rússia atingiu um prédio residencial de nove andares localizado no Distrito de Sobornyi, região central da cidade de Dnipro. A entrada do edifício e 236 apartamentos foram destruídos. Em 19 de janeiro, oficialmente concluiu-se que 46 pessoas, seis delas crianças, perderam a vida no atentado. Outros 80 residentes ficaram feridos, 12 em condição crítica, sendo que 11 pessoas não foram encontradas. Por volta de 400 pessoas ficaram sem ter onde morar após a destruição do prédio residencial.
O ocorrido foi parte de uma campanha de ataques aéreos russa que então já durara meses, na qual muitos ataques a civis e infraestrutura civil foram perpetrados.

## Linha do tempo
Um alerta aéreo sobre a possibilidade de bombardeios foi emitido na região às 2:00 da madrugada. O ataque foi perpetrado, com a Força Aérea Ucraniana alegando ter derrubado seis de oito mísseis que entraram nos céus do Oblast de Dnipropetrovsk. Às 3:41, um míssil russo Kh-22 atingiu um prédio residencial de múltiplos andares em Sobornyi, distrito no centro de Dnipro. Naquela época, a Ucrânia não tinha nenhum sistema de defesa aérea capaz de interceptar tal projétil, um dos mais de 200 do tipo que tinham caído em território ucraniano desde o começo da invasão russa, em fevereiro de 2022. Naquele 14 de janeiro, cinco Kh-22s foram lançados contra o país invadido.
Três dias depois do ataque, as operações de resgate foram encerradas. Então, o número de mortos era de 44, dentre os quais cinco crianças, com outros 79 feridos. Mais duas pessoas viriam a falecer dias depois.

## Investigação
A Procuradoria-Geral da Ucrânia alegou, no dia 15 de janeiro, que o ataque muito provavelmente teria sido conduzido pelo 52º Regimento de Aviação de Guardas a partir da Base aérea de Shaykovka - ou Shaikovka -, localizada no Oblast de Kaluga. Esse foi o mesmo regimento a realizar o ataque com mísseis em Kremenchuk de 2022.
No dia seguinte, o Serviço de Segurança da Ucrânia confirmou a participação do 52º Regimento de Aviação da Federação Russa, destacando seis soldados diretamente ligados ao ataque.